# オウル駅
オウル駅(フィンランド語: Oulun rautatieasema、スウェーデン語: Uleåborgs järnvägsstation)はフィンランド・オウルにあるVRグループの鉄道駅である。ヴァーラ地区(Vaara)に位置しており、近くには長距離バスのバスステーションもある。駅は1886年にオストロボスニア鉄道線(Ostrobothnia,ボスニア湾沿岸鉄道)がオウルまで延伸された時に建てられた。
首都ヘルシンキからオウルまでの電化完成は1983年であったが、その先のロヴァニエミ駅までの電化完成は2004年であった。2006年にはイーサルミまでの電化が完成している。ヘルシンキからはVRの最速列車であるペンドリーノによって結ばれている。